# ديفيد إي. باركلي
ديفيد إي. باركلي (بالإنجليزية: David E. Barclay)‏ هو مؤرخ وكاتب أمريكي، ولد في 12 يوليو 1948.